# Sangre de Cristo, Guanajuato
Sangre de Cristo är en ort i Mexiko.   Den ligger i kommunen Guanajuato och delstaten Guanajuato, i den centrala delen av landet, 290 km nordväst om huvudstaden Mexico City. Sangre de Cristo ligger 2 423 meter över havet och antalet invånare är 247.
Terrängen runt Sangre de Cristo är huvudsakligen kuperad. Sangre de Cristo ligger uppe på en höjd. Runt Sangre de Cristo är det ganska tätbefolkat, med 160 invånare per kvadratkilometer. Närmaste större samhälle är Guanajuato, 8,7 km öster om Sangre de Cristo. Trakten runt Sangre de Cristo består i huvudsak av gräsmarker.